# Ángel Darío Colla
Ángel Darío Colla Anacoreto (ur. 8 września 1973) – argentyński kolarz torowy i szosowy, dwukrotny medalista torowych mistrzostw świata.

## Kariera
W 1992 roku Ángel Darío Colla wystąpił na igrzyskach olimpijskich w Barcelonie, gdzie był siedemnasty w drużynowym wyścigu na dochodzenie. Cztery lata później, podczas igrzysk olimpijskich w Atlancie na tym samym miejscu ukończył rywalizację w wyścigu na 1 km. W 2004 roku Colla został mistrzem kraju w szosowym wyścigu ze startu wspólnego, a w scratchu wywalczył srebrny medal. Na panamerykańskich mistrzostwach w kolarstwie torowym i szosowym w 2005 roku zdobył złoty medal w scratchu. Sukces ten powtórzył w 2008 roku, rok później był drugi, a w 2011 roku zajął trzecie miejsce. Na imprezach tego cyklu wywalczył także dwa brązowe medale w omnium (w latach 2008 i 2009). W 2006 roku brał udział w mistrzostwach świata w Bordeaux, gdzie został wicemistrzem w scratchu – wyprzedził go tylko Jérôme Neuville z Francji. Ponadto podczas mistrzostw świata w Pruszkowie w 2009 roku zdobył kolejny srebrny medal w scratchu, tym razem lepszy był inny Francuz – Morgan Kneisky.